# Nöstebosjön
Nöstebosjön är en sjö i Söderköpings kommun och Valdemarsviks kommun i Östergötland och ingår i Söderköpingsån-Vindåns kustområde. Sjön har en area på 0,902 kvadratkilometer och ligger 17,2 meter över havet.

## Delavrinningsområde
Nöstebosjön ingår i det delavrinningsområde (646660-154874) som SMHI kallar för Utloppet av Nöstebosjön. Medelhöjden är 46 meter över havet och ytan är 27,79 kvadratkilometer. Det finns inga avrinningsområden uppströms utan avrinningsområdet är högsta punkten. Avrinningsområdets utflöde mynnar i havet. Avrinningsområdet består mestadels av skog (73 procent) och jordbruk (14 procent). Avrinningsområdet har 1,68 kvadratkilometer vattenytor vilket ger det en sjöprocent på 6 procent.